# Patrik Ross
Patrik Christer Ross, född 27 februari 1970 i Jönköping, är en svensk före detta ishockeyspelare, som var aktiv på isen mellan 1988 och 2004. Uppvuxen i Kaxholmen strax utanför Jönköping. Han spelade bland annat i HV71, Södertälje SK och Mora IK. Från säsongen 2007/2008 blev han tränare för HV71:s J18-lag och coach på Sandas ishockeygymnasium i Huskvarna.
Nu jobbar Patrik som mäklare i Spanien.
Inför säsongen 2013/2014 blev han huvudtränare för Örebro HK, men i november 2013 lämnade han klubben.
Under en match 1993 fick Patrik Ross genom olyckshändelse en klubba rakt igenom magen. Han blödde och hämtades med ambulans.

## Meriter
- Uppflyttning till Elitserien med Södertälje SK 1996
- Flest poäng i norska Elitserien 2000
- Flest poäng i HockeyAllsvenskan 2004
- Uppflyttning till Elitserien med Mora IK 2004

## Klubbar (som spelare)
- HV71 (1988/1989–1993/1994)
- Södertälje SK (1994/1995–1995/1996)
- Lukko (1996/1997)
- Ratinger Ice Aliens (1996/1997)
- Mora IK (1996/1997–1998/1999)
- Frisk Asker (1999/2000–2000/2001)
- IF Troja-Ljungby (2000/2001–2001/2002)
- Mora IK (2002/2003–2003/2004)

## Klubbar (som tränare)
- Mora IK (2005/2006, 2010/2011)
- Frisk Asker (2006/2007)
- HV71 J18 (2007/2008–2010/2011)
- IF Troja-Ljungby (2011/2012–2012/2013)
- Örebro HK (2013/2014)
- Rögle BK (2016-)